# Rea
Rea (gr. Rheía, lat. Rhea) je v grški mitologiji hči Urana in Gaje in ena od dvanajstih titanov.
Rea je Kronosova sestra in žena ter Zevsova, Pozejdonova, Hadova, Herina, Hestijina in Demetrina mati. Kronos je, ker se je bal, da bo izgubil oblast nad svetom, vsakega otroka, ki mu ga je Rea rodila, takoj po rojstvu požrl. Zato je Rea, ko je rodila Zevsa, uporabila zvijačo: Kronosu je namesto otroka podtaknila kamen, povit v plenice.